# Ben Franks
Ben Franks (Melbourne, el 27 de març de 1984) és un jugador de rugbi neozelandès, que juga de pilier per a la selecció de rugbi de Nova Zelanda i, pels London Irish a l'Aviva Premiership anglesa. Va debutar amb els All Blacks en un partit contra la selecció de rugbi d'Irlanda, celebrat en Nova Plymouth el 12 de juny de 2010. Va formar part de la selecció neozelandesa que va quedar campiona del món en 2011 a Nova Zelanda i de nou l'any 2015 és seleccionat per formar part de la selecció neozelandesa que participa en la Copa Mundial de Rugbi de 2015. col·laborant perquè Nova Zelanda entrés en la història del rugbi en ser la primera selecció que guanya el titulo de campió en dues edicions consecutives.